# جيك فيشر
جيك فيشر (بالإنجليزية: Jake Fisher)‏ (و. 1993  م) هو لاعب كرة قدم أمريكية، من الولايات المتحدة، ولد في ترافيرس سيتي، يلعب كمصطدم ‏.

## التعليم
تعلم في Traverse City West Senior High School ‏.

## روابط خارجية
- جيك فيشر على موقع مرجع كرة القدم المحترفة.كوم (الإنجليزية)